# Benjamin Jung
 (août 2024).
Si vous disposez d'ouvrages ou d'articles de référence ou si vous connaissez des sites web de qualité traitant du thème abordé ici, merci de compléter l'article en donnant les références utiles à sa vérifiabilité et en les liant à la section « Notes et références ».
Pour les articles homonymes, voir Jung.
Benjamin Jung, né le 23 août 1993 à Metz, est un journaliste d'investigation, réalisateur de films documentaires et auteur français.
Son travail traite essentiellement de politique internationale, des conflits modernes, de criminalité et de contre-culture et se concentre en partie sur l'Europe de l'Est et les Balkans.

## Journaliste d'investigation
Titulaire d'un Master en Journalisme et médias numériques à l'Université de Lorraine, Benjamin Jung publie ses premiers articles en parallèle de ses études dans le magazine culturel luxembourgeois Luxuriant et dans le quotidien le Luxemburger Wort avant d'intégrer la rédaction du Point en 2018.
Il rejoint le service « Enquêtes » du média en ligne Blast en tant que journaliste d'investigation en mars 2022. Il y révèle la proximité de Joëlle Garriaud-Maylam avec la Russie, le détournement de la correspondance de l’Élysée par le parti Renaissance, l'omerta autour des affaires de violences sexuelles ayant eu lieu à l'Institut national du football de Clairefontaine ou encore les réseaux pro-russes autour de l'héritier du trône de Russie, Georges Mikhailovitch Romanov.
Entre octobre et novembre 2023, il sort dans le média Blast l'affaire des Russian Papers. Il y révèle que des composants technologiques à double-usage fabriqués en France par les entreprises Thales, Safran, STMicroelectronics et Lynred continuent d'être livrés au complexe militaro-industriel russe afin de fabriquer des technologies militaires et ce malgré les embargos et les sanctions mises en place par la communauté internationale à la suite de l'annexion de la Crimée en 2014 et de l'invasion à grande échelle de l'Ukraine en 2022.
Entre janvier et avril 2024, avec le journaliste Hussam Hammoud, il décrit de l'intérieur le fonctionnement du trafic de drogue et d'armes par des gangs internationaux faisant de nombreuses victimes civiles en Suède pour le quotidien numérique Mediapart[source secondaire souhaitée].

## Réalisateur de documentaires
Entre 2017 et 2019, Benjamin Jung coréalise avec Théo Meurisse le long-métrage documentaire Sarajevo : State in Time narrant les activités de plusieurs membres du groupe d'art politique slovène Neue Slowenische Kunst (NSK), dont les musiciens de Laibach et le collectif de plasticiens IRWIN lors du siège de Sarajevo en 1995. La première internationale du film a lieu 18 mai 2019 première internationale lors du festival NSK Rendez-Vous de Grenoble en présence d'Ivan Novak du groupe Laibach,. Le film est sélectionné et récompensé dans plusieurs festivals internationaux.
En 2023, il réalise le long-métrage documentaire Bons Baisers de Bosnie, présenté pour la première fois au Festival du film de Sarajevo le 12 août 2023,. Alors que depuis le début de l'invasion de l'Ukraine par la Russie les médias internationaux rendent compte d'une situation politique inquiétante pouvant mener à un nouveau conflit armé en Bosnie-Herzégovine, le film part à la rencontre des habitants du pays sans distinction communautaire, à la manière d'un road movie[réf. nécessaire].

## Le grand marché
En septembre 2024, Jung publie Le grand marché aux Éditions du Cerf, ou il dévoile comment la Russie contourne les sanctions occidentales pour s'équiper de technologies militaires,,. 
Il explore les réseaux secrets qui permettent l'approvisionnement en composants européens et américains malgré l'embargo. Il suit la piste de l'argent, des drones aux bombes, en passant par les comptes des grands industriels de l'armement et de l'énergie, et met en lumière des intermédiaires occultes et des bénéficiaires indirects. L'ouvrage révèle la face cachée du marché de la guerre, mettant en question la mondialisation et ses effets sur les conflits contemporains.

## Publications

### Ouvrages
- Le grand marché, Paris, Le Cerf, coll. « Décryptages », septembre 2024  (ISBN 978-2-204-16609-6).
- Yougo  – Un conscrit casque bleu, David Cénou, Paris, Boîte à Bulles, janvier 2024 (préface)  (ISBN 978-2-84953-373-4).
- Objectif Terre  – Le design de notre planète, Lausanne, Presses du réel, MUDAC, septembre 2023 (photographies, collectif)  (ISBN 978-2-37896-447-4).
- Dépossession - Travailler plus pour vivre moins, Paris, Massot, mars 2022 (collectif)  (ISBN 978-2-380-35361-7)

### Articles
- « Les combattants néonazis en Ukraine - Russie : état des lieux », sur Blast le souffle de l’info, 30 mai 2024 (consulté le 22 août 2024)
- « Révélations : une encombrante sénatrice nommée à l’OTAN », sur Blast le souffle de l’info, 8 août 2024 (consulté le 22 août 2024)
- « INFO BLAST : Macron et Kohler détournent la correspondance de l'Elysée », sur Blast le souffle de l’info, 1er août 2024 (consulté le 22 août 2024)
- « FFF : 20 ans d'omerta sur les violences sexuelles », sur Blast le souffle de l’info, 4 juillet 2024 (consulté le 22 août 2024)
- « Russian Papers #1 : invasion sous perfusion française », sur Blast le souffle de l’info, 2 novembre 2023 (consulté le 22 août 2024)
- « Extrême droite, couronnes et bateau-mouche : comment j’ai infiltré la noblesse russe », sur Blast le souffle de l’info, 12 août 2024 (consulté le 22 août 2024)
- « À Göteborg, plongée au cœur des gangs qui terrorisent la Suède », sur Mediapart, 28 janvier 2024 (consulté le 22 août 2024)
- « AK-47 et Hells Angels : en Suède, les gangs arment les motards d’extrême droite », sur Mediapart, 28 avril 2024 (consulté le 22 août 2024)